# Carroballista

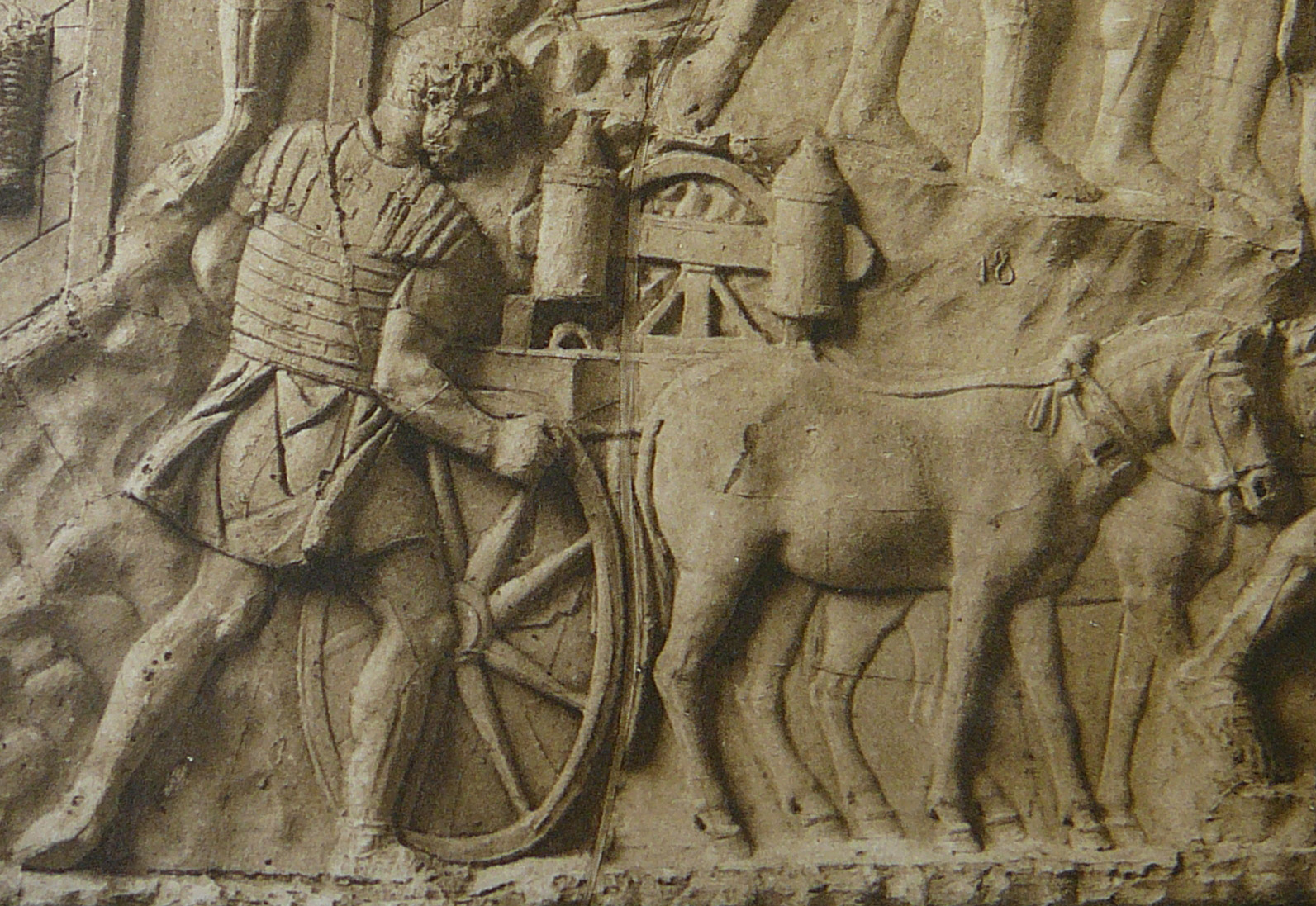
Carroballista på Trajanuskolonnen.

Carroballista (latin för ”vagn-ballist”) var i romarriket en vagnmonterad ballist (bänkarmborst) som i strid användes för att understödja infanteriet. Den uppfanns under första århundradet efter Kristus och var en typ av rörligt fältartilleri som kunde dras till slagfältet och förflyttas under strid, ett av de tidigaste exemplen på rörligt artilleri.
Flera carroballista är avbildade på Trajanuskolonnen. 